# Watanabe Mayu
Watanabe Mayu (渡辺 麻友, Độ Biên Ma Hữu) sinh ngày 26 tháng 3, 1994 , là một nữ ca sĩ, diễn viên người Nhật Bản, cựu thành viên Team B AKB48. Trong các kì tổng tuyển cử của AKB48, cô luôn đạt thứ hạng cao và được xem như là một thành viên kì cựu của nhóm. Cô tốt nghiệp AKB48 vào ngày 26 tháng 12 năm 2017.

## Khẩu hiệu
み〜んなの目線を、いただきまゆゆ~まゆゆこと渡辺麻友です (tiếng Nhật)
Minna no mesen o, itadaki Mayuyu. Mayuyu koto Watanabe Mayu desu
(Thu hút mọi ánh nhìn, Mayuyu, Mayuyu hay Watanabe Mayu)

## Sự nghiệp âm nhạc

### 2007 - 2017: Thành viên AKB48
Tháng 12 năm 2006, cô vượt qua buổi thử giọng và trở thành thành viên thế hệ thứ ba của AKB48. Cô được xếp vào Team B và được thành viên Rumi Yonezawa đặt cho nghệ danh Mayuyu. Ngày 8 tháng 4, cùng với đội hình Team B lần đầu tiên ra mắt trong sân khấu "Seishun Girls". Ngày 18 tháng 7, Mayuyu góp mặt trong 4th single "BINGO!" cùng với Kashiwagi Yuki và Hirashima Natsumi. Đây cũng là lần đầu có mặt trong dàn Senbatsu của AKB48.
Năm 2009, Mayuyu được chọn vào sub-unit Watarirouka Hashiritai, sau đó đổi tên thành Watarirouka Hashiritai 7. Ngày 8 tháng 7 năm 2009, cô đã xếp hạng thứ tư với số phiếu là 2,625 trong cuộc tổng tuyển cử đầu tiên để xác định đội hình cho đĩa đơn thứ 13 của nhóm.
Năm 2010, trong kì tổng tuyển cử cho đĩa đơn thứ 17 của nhóm, cô đứng thứ 5 với số phiếu là 20088. Trong bài phát biểu, cô đã khóc và nói:"Tôi cảm thấy không hài lòng với bản thân mình hiện nay".
Cô xuất hiện trên trang bìa của tạp chí UP to boy tháng 12 năm 2010 cùng với Airi Suzuki từ nhóm Cute. Đó là lần hợp tác gravure đầu tiên giữa Hello! Project và AKB48.
Vào ngày 13 tháng 5 năm 2011, cô đã phát hành photobook đầu tiên của mình "Mayuyu, Shueisha". Cô nhận xét rằng cuốn sách "chứa đựng rất nhiều cảm xúc mà tôi chưa từng bộc lộ cho đến bây giờ, tôi thực sự hài lòng với nó!" Về ảnh bìa của cô, cô nói, "Mặc dù bối rối, tôi đã cố gắng hết sức mình trên trang bìa, vì vậy tôi mong nhiều người có thể xem nó!" Tổng số bản bán ra của cuốn sách được đứng thứ 3 trong bảng xếp hạng Oricon ngày 23 tháng 3.
Trong tổng tuyển cử cho đĩa đơn thứ 22 "Kotoshi mo Gachi Desu", Mayuyu đứng thứ 5 với số phiếu là 59118. Khác với những năm trước, cô đã phát biểu với nụ cười trên môi: "Phiếu bầu chỉ là những con số, tôi không muốn bị phụ thuộc vào điều đó. Để có thể tiếp tục, tôi sẽ tin tưởng và chính bản thân mình, tin vào fans, tôi sẽ vững bước trên con đường đã xác định".
Năm 2012, Mayuyu có vai chính đầu tiên trong bộ phim truyền hình Nhật Bản Saba Doru phát sóng ban đêm từ ngày 13 tháng 1 trên TV Tokyo. Cô đóng vai một giáo viên trung học 38 tuổi, bị học sinh ghét, đồng thời có một cuộc sống ẩn là thần tượng rất nổi tiếng Mayu Watanabe, dựa về cuộc sống thực của cô. Vào ngày 29 tháng 2, Mayuyu đã phát hành đĩa đơn đầu tay của cô, "シンクロときめき Synchro Tokimeki", đây cũng là ca khúc chủ đề mở đầu cho bộ phim.
Ngày 26 tháng 4 năm 2012, cô được chọn làm seiyuu cho nhân vật Chieri trong bộ anime AKB0048 - nhân vật chính của phim và là một thành viên của nhóm phụ AKB48 NO NAME, hát các ca khúc chủ đề mở đầu và kết thúc. Bộ phim có một nhân vật phụ, Mayu Watanabe Mark 3, được mô phỏng theo ý thích của cô, và được lồng tiếng bởi Yukari Tamura. Cô đã thể hiện lại vai diễn Chieri Sono cho phần thứ hai của loạt phim được phát sóng vào năm 2013.
Trong kì tổng tuyển cử cho đĩa đơn thứ 27 "Fan ga Erabu 64 Giseki", Mayuyu đứng thứ 2 với số phiếu là 72574. Trong bài phát biểu của cô: "Nếu năm sau (2013) còn có tổng tuyển cử, thì tôi muốn mình sẽ đứng thứ nhất. Hiện tại, tôi hãy còn non nớt, nhưng lần tới, tôi muốn hướng đến vị trí No.1"
Ngày 25 tháng 7 năm 2012, cô phát hành đĩa đơn solo thứ hai "大人ジェリービーンズOtona Jelly Beans". Ca khúc đã đạt vị trí thứ 3 trên bảng xếp hạng Oricon. Ngày 24 tháng 8, trong ngày đầu tiên của concert của AKB48 tại Tokyo Dome cô được thông báo chuyển từ Team B sang team A. Ngày 21 tháng 11, cô ra mắt đĩa đơn solo thứ 3 "ヒカルものたち Hikaru Monotachi", và đạt hạng nhất trên bảng xếp hạng Oricon. Đĩa đơn bao gồm 5 phiên bản, bao gồm một cuốn sách minh họa. Ca khúc B-side "Sayonara no Hashi" cũng được chọn làm nhạc nền cho anime Nerawareta Gakuen, bộ phim mà cô lồng tiếng cho vai thứ chính.
Ngày 20 tháng 2 năm 2013, Mayuyu được chọn làm trung tâm trong đĩa đơn thứ 30 của nhóm, "So Long!". Ngày 19 tháng 4, cô phát hành photobook thứ hai Seifuku Zukan Saigo no Seifuku. Trong kì tổng tuyển cử cho đĩa đơn thứ 32 "Yume wa Hitori ja Mirarenai", cô đứng vị trí thứ 3 với số phiếu là 101210. Cô phát biểu: "Tôi tự tin rằng cống hiến của tôi dành cho AKB48 không thua kém bất kì ai. Và vị trí thứ 3 này, tôi vẫn có thể đi xa hơn nữa. Với niềm hy vọng cất giữ trong tim, tôi sẽ đặt mục tiêu cao hơn và cố gắng hết sức có thể. Tổng tuyển cử năm sau, tôi muốn tên mình được xướng lên cuối cùng". Ngày 10 tháng 7 năm 2013, cô phát hành đĩa đơn solo thứ 4 "ラッパ練習中 Rappa Renshuu-Chuu" 
Năm 2014, Mayuyu tham gia chương trình truyền hình Utage! và Renai Sosenkyo. Ngày 24 tháng 4, "AKB48 Group dai Sokaku Matsuri" được tổ chức ở Zepp Diver City, cô được chuyển giao từ Team A sang team B. Sau đó, vào ngày 28 tháng 4, cô xuất hiện trở lại trên sân khấu với team B "Pajama Drive". Ngày 21 tháng 5, cô được chọn làm trung tâm trong đĩa đơn thứ 36 "Labrador Retriever".
Ngày 7 tháng 6 năm 2014, trong tổng tuyển cử cho đĩa đơn thứ 37 "Yume no Genzaichi ~Rival wa Doko da~", Mayuyu đạt được số phiếu kỉ lục là 159.854 phiếu. Đánh bại quán quân năm ngoái là Sashihara Rino (HKT48), lần đầu tiên đứng trên đỉnh vinh quang của tổng tuyển cử và trở thành trung tâm của AKB48. Cô cũng là thành viên duy nhất luôn nằm trong TƠP 7 trong 6 mùa kì tổng tuyển cử được tổ chức từ trước tới nay. Ngoài ra theo báo Shinkyoho, các fan tại nước Cộng hòa Nhân dân Trung Hoa đã đóng góp 35.000 phiếu bầu trong tổng số 159.854 phiếu đó. Cùng với đó, vào ngày 27 tháng 8, cô làm trung tâm trong AKB48 đĩa đơn "Kokoro no Placard". 
Ngày 3 tháng 9, Mayuyu được trao giải "Kiểu tóc dài quyến rũ" trong "The Beaty Week Award 2014 The Best of Beauty", và đây cũng là giải thưởng cá nhân đầu tiên của cô. Ngày 26 tháng 11, AKB48 phát hành đĩa đơn thứ 38 "Kibouteki Refrain" bao gồm 2 trung tâm là cô và Miyawaki Sakura.
Ngày 14 tháng 4 năm 2015, bộ phim truyền hình "Fight! Bookstore Girl" được phát sóng bởi Fuji TV và Kansai TV, do cô và Inamori Izumi đồng thủ vai chính. Đây cũng là lần đầu tiên cô đảm nhiệm vai chính cho một drama vào "giờ vàng". Cùng với đó, Mayuyu cũng kiêm luôn ca khúc chủ đề cho drama "出逢いの続きDeai no Tsuzuki", đó cũng là đĩa đơn solo thứ 5 của cô. Bộ phim kết thúc vào ngày 9 tháng 6, với cảnh cô xuất hiện trong một chiếc váy cưới lộng lẫy. Từ tháng 5 cho đến tháng 6 diễn ra tổng tuyển cử cho đĩa đơn thứ 46 "Juni Yoso Fukano, Oare no Ichiya" và Mayuyu đứng vị trí thứ ba với tổng 165.789 phiếu bầu.
Trong cuộc tổng tuyển cử cho đĩa đơn thứ 45 "Bokutachi wa Dare ni Tsuiteikeba ii" diễn ra ngày 18 tháng 6 năm 2016, cô đứng vị trí thứ 2 với 175,613 phiếu bầu. Tháng 10 năm 2016, Mayuyu phát hành photobook thứ 3.
Ngày 17 tháng 6 năm 2017, trong tổng tuyển cử lần thứ 9, Mayuyu đứng thứ 2 với 149,132 phiếu bầu. Đồng thời ngay tại sự kiện này, cô cũng thông báo sẽ tốt nghiệp khỏi nhóm vào cuối năm. Showcase tốt nghiệp của cô được tổ chức vào ngày 31 tháng 10, sau đó cô có một buổi chia tay vào ngày 18 tháng 11. Cô cũng biểu diễn lần cuối tại nhà hát AKB48 vào ngày 26 tháng 12 và trên sân khấu Kouhaku Uta Gassen của đài NHK vào ngày 27, đó cũng là buổi diễn cuối cùng của cô với tư cách thành viên AKB48.

### 2018 - nay: Sau khi tốt nghiệp
Vào tháng 1 năm 2018, đã có thông báo rằng Watanabe Mayu sẽ đóng vai chính trong Amélie của Nhật Bản được chuyển thể từ bộ phim cùng tên. Việc sản xuất diễn ra từ ngày 18 tháng 5 đến ngày 3 tháng 6 tại Nhà hát Galaxy ở Shinagawa, Tokyo và ngày 7 tháng 610 tại Hội trường thí điểm Morinomiya ở Osaka.
Vào tháng 4 năm 2018, cô đã có bộ phim truyền hình đầu tiên sau AKB48 mang tên Gan Shoumetsu no Wana ~ Kanzen Kankai no Nazo ~ (ん 消滅 罠 ～ 完全 寛 解 の) cô đóng vai một điều tra viên bảo hiểm. Vào tháng 8 năm 2018, cô đóng vai chính trong bộ phim truyền hình đặc biệt Meibugyou! Tooyama no Kinshirou (名 奉行！ 遠山 の 金) , một phần tiếp theo từ cùng một bộ trong năm 2017. Sau hai bộ phim truyền hình đặc biệt, Watanabe sau đó đã có vai chính trong một bộ phim Itsuka Kono Ame ga Yamu Hi Made (い つ か こ ま で) vào tháng 8 năm 2018. Nhân vật của cô, Hikari, là một cô gái có ước mơ trở thành một nữ diễn viên nhạc kịch, nhưng giấc mơ của cô đã tan vỡ khi anh trai cô được cho là đã giết người.
Watanabe Mayu cũng đã làm khách mời cho một số chương trình âm nhạc, cụ thể là Utacon và UTAGE. Ở Utacon, cô hát và hợp tác với một số diễn viên nhạc kịch nổi tiếng.
Đến cuối năm 2018, Watanabe được bầu làm đại sứ cho JAL Honolulu Marathon.
Ngày 31 tháng 5 năm 2020
Công ty chủ quản của Mayu Watanabe thông báo Mayu đã rời khỏi công ty với lý do: " Vì vấn đề sức khoẻ nên khó có thể tiếp tục các hoạt động nghệ thuật " . Sau nhiều lần thảo luận, ưu tiên sức khoẻ lên hàng đầu, Mayu và công ty đã đưa ra quyết định cuối cùng là Mayu sẽ giải nghệ.

## Một số thông tin khác về Mayu
- Là em út trong gia đình có ba chị em. Tên của cô là do bà cô đặt, với ý nghĩa mong cô sẽ "phát triển nhanh như cây gai dầu và mong cô có thật nhiều bạn bè". Mẹ của cô miêu tả cô là một "mutti". Phòng cô chật cứng anime và các đồ 2D nên cô thường xuyên ra ngủ ở phòng khách.[33]
- Năm lớp 6 trường tiểu học tự đi mua một cái kính khung màu đỏ giống nhân vật Sarutobi Ayame, một cô nàng ninja trong tác phẩm manga Gintama
- Từng vắng mặt trong các stage của Team B, khoảng thời gian từ 31 tháng 5 tới 10 tháng 7 năm 2007 vì lý do là chấn thương chân. Trong bài hát "Shonichi" có một câu hát về Mayu
- Bài hát dự tuyển vào AKB48: KISS or KISS
- Rất thích ăn Karaage, account Twitter cũng đặt là Karaage_Mayu
- Từng nói qua dự tuyển vào AKB vì nghĩ là trong AKB ai cũng là otaku giống mình
- Khá sợ chó, đặc biệt là chó to
- Không thích ăn rau và dưa hấu cũng là một loại rau với Mayu
- Cho tới hiện tại vẫn là thành viên duy nhất trụ trong dàn Kami7 từ lần tổng tuyển cử đầu tiên tới giờ.
- Có khả năng vẽ khá tốt
- Rất thân với Kashiwagi Yuki, hai người cùng thế hệ, cùng nhau trải qua gần 11 năm trong AKB. Mặc dù ngoài miệng vẫn hay nói mình là mẹ con nhưng luôn hành xử như tình nhân. Yukirin từng nói mình và Mayu "nhất thể đồng tâm" (cùng một thể xác, cùng một linh hồn), nên mối quan hệ giữa hai người ai cũng biết mờ ám như thế nào.
- Là nhân vật được các thành viên trong 48 group bầu chọn có "mỹ mông" nhất. Từng nói là dường như mọi chất dinh dưỡng đều đổ dồn nuôi Oshiri hết. Nhờ Yukirin nên đã cùng với Oshima Yuko tạo thành "Oshiri sister".

## Danh sách đĩa nhạc

### AKB48

#### Đĩa đơn
- BINGO!
- 僕の太陽 (Boku no Taiyou)
- 夕陽を見ているか? (Yuuhi wo Miteiru ka?)
- ロマンス、イラネ (Romance, Irane)
- 桜の花びらたち 2008 (Sakura no Hanabiratachi 2008)
- Baby! Baby! Baby!
- 大声ダイヤモンド (Oogoe Diamond)
- 10年桜 (10nen Zakura)
- 涙サプライズ! (Namida Surprise!)
- 言い訳Maybe (Iiwake Maybe)
- RIVER
- 桜の栞 (Sakura no Shiori)
  - マジスカロックンロール (Majisuka Rock'n'Roll)
- ポニーテールとシュシュ (Ponytail to Shushu)
  - マジジョテッペンブルース (Majijo Teppen Blues)
- ヘビーローテーション (Heavy Rotation)
  - ラッキーセブン (Lucky Seven)
  - 野菜シスターズ (Yasai Siters)
- Beginner
- チャンスの順番 (Chance no Junban)
  - 予約したクリスマス (Yoyaku Shita Christmas)
  - ラブ・ジャンプ (Love Jump)
- 桜の木になろう (Sakura no Ki ni Narou)
- 誰かのために -What can I do for someone?-(Dareka no Tame ni - What can I do for someone?)
- Everyday、カチューシャ (Everyday, Katyusha)
- フライングゲット (Flying Get)
  - 青春と気づかないまま (Seishun to Kizukanai Mama)
  - アイスのくちづけ (Ice no Kuchizuke)
  - 野菜占い (Yasai Uranai)
- 風は吹いている (Wa Fuiteiru)
- 上からマリコ (Ue Kara Mariko)
  - ノエルの夜 (Noel no Yoru)
  - 呼び捨てファンタジー (Yobisute Fantasy)
- GIVE ME FIVE!
  - 羊飼いの旅 (Hitsujikai no Tabi)
- 真夏のSounds good ! (Manatsu No Sounds Good)
  - ちょうだい、ダーリン! (Choudai, Darling!)
  - 君のために僕は... (Kimi no Tame ni Boku wa...)
- ギンガムチェック (Gingham Check)
  - 夢の河 (Yume no Kawa)
- UZA
  - 孤独な星空 (Kodoku na Hoshizora)
- 永遠プレッシャー (Eien Pressure)
  - とっておきクリスマス (Totteoki Christmas)
  - 永遠より続くように (Eien Yori Tsuzuku You ni)
- So Long
  - Ruby
- さよならクロール (Sayonara Crawl)
  - イキルコト (Ikiru koto)
- 恋するフォーチュンクッキー (Koisuru Fortune Cookie)
  - 涙のせいじゃない (Namida no Sei Janai)
  - 西郷のドア (Saigo no Door)
- ハート・エレキ (Heart Ereki)
  - キスまでカウントダウン (Heart Ereki)
- 君の微笑みを夢に見る (Kimi no Hohoemi wo Yume ni Miru)
  - Mosh&Dive
  - Party is over
- 前しか向かねえ (Maeshika Mukanee)
- ラブラドール・レトリバー (Labrador Retriever)
  - 今日までのメロディー (Kyou Made no Melody)
  - Bガーデン - (B Garden)
- 心のプラカード (Kokoro no Placard)
  - セーラーゾンビ - (Sailor Zombie)
  - 教えてMommy (Oshiete Mommy)
- 希望的リフレイン (Kibouteki Refrain)
  - ロンリネスクラブ (Loneliness Club)
- Green Flash
  - 春の光　近づいた夏 (Haru no Hikari Chikadzuita Natsu)
  - 履物と傘の物語 (Hakimono to Kasa no Monogatari)
- 僕たちは戦わない (Bokutachi wa Tatakawanai)
  - バレバレ節 (Barebare Bushi)
  - 君の第二章 (Kimi no Dai-ni shou)
- ハロウィン・ナイト (Halloween Night)
- 唇にBe My Baby (Kuchibiru ni Be my Baby)
- 君はメロディー (Kimi wa Melody)
- 翼はいらない (Tsubasa wa Iranai)
- LOVE TRIP
  - しあわせを分けなさい (Shiawase wo Wakenasai)
- ハイテンション (High Tension)
- Shoot Sign
  - 悲しい歌を聴きたくなった (Kanashii uta wo kikitaku natta)
- 願いごとの持ち腐れ (Negaigoto no Mochigusare)
  - 前触れ (Maebure)
- #好きなんだ (#Sukinanda)
- 11月のアンクレット (11gatsu no Anklet)
  - サヨナラで終わるわけじゃない (Sayonara de owaru wake ja nai) - Bài hát tốt nghiệp

#### Album
- 神曲たち (Kamikyokutachi)
  - Baby! Baby! Baby! Baby!
  - 自分らしさ (Jibun rashisa)
  - 君と虹と太陽と (Kimi to Niji to Taiyo to)
- ここにいたこと (Koko ni Ita koto)
  - 少女たちよ (Shojotachi yo)
  - 恋愛サーカス (Renai Circus)
  - わがままコレクション (Wagamama Collection)
  - ここにいたこと (Koko ni Ita koto)
- 1830m
  - ファースト・ラビット (First Rabbit)
  - ノーカン (No Can)
  - アボガドじゃね〜し... (Avocado Janeshi)
  - 大事な時間 (Daiji na Jikan)
  - いつか見た海の底 (Itsuka Mita Umi no Soko)
  - 行ってらっしゃい (Itterasshai)
  - 青空よ 寂しくないか? (Aozora yo Sabishikunai ka?)
- 次の足跡 (Tsugi no Ashiato)
  - After Rain
  - 確信がもてるもの (Kakushin ga Moterumono)
  - 僕は頑張る (Boku wa Ganbaru)
  - Stoicな美学 (Stoic na Bigaku)
- ここがロドスだ、ここで跳べ!(Koko ga Rhodes da, Koko de tobe!)
  - 愛の存在 (Ai no Sonzai)
  - 純情ソーダ水 (Junsui Soda Mizu)
  - To goで (To go de)
- Single CD "Kokoro no Hane" (Team Drangon từ AKB48)
  - Kokoro no Hane
  - Sekaiju no Ame
- So long
  - Sugar Rush (ca khúc chủ đề kết thúc cho bộ phim cu aDisney "Wreck-It Ralph"

#### Team B 1st Stage "Seishun Girls"
- 雨の動物園 (Ame no Doubutsuen)
- ふしだらな夏 (Fushidara nã Natsu)
- シンデレラは騙されない (Cinderella wa Damasarenai)

#### Team B 2nd Stage "Aitakatta"
- 嘆きのフィギュア (Nageki no Figure)
- 渚のCHERRY (Nagisa no CHERRY)
- 背中から抱きしめて (Senaka Kara Dakishimete)
- リオの革命 (Rio no Kakumei)

#### Team B 3rd Stage "Pajama Drive"
- パジャマドライブ (Pajama Drive)

#### Team B 4th Stage "Idol no Yoake"
- 残念少女 (Zannen Shoujo)

#### AKB48 in Theater G Rosso "Yume wo Shinaseru Wake ni Ikanai"
- 初めてのジェリービーンズ (Hajimete no Jelly Beans)

#### Team B 5th Stage "Theatre no Megami"
- 初恋よ こんにちは (Hatsukoi yo, Konnichiwa)

#### Shinoda Team A Waiting Stage
- スカート、ひらり (Skirt, Hirary) (Team A 1st Stage "Party ga Hajimeru yo")
- ガラスのI LOVE YOU (Glass no I LOVE YOU) (Team A 2nd Stage "Aitakatta")

#### Yokoyama Team A Waiting Stage
- キャンディー (Candy) (Team B 5th Stage "Theater no Magami")

#### Team B 6th Stage "Pajama Drive"
- てもでもの涙 (Temodemo no Namida)

### Ca khúc solo
| Năm  | STT | Tựa đề                                    | Ngày phát hành       | Xếp hạng                   | Xếp hạng              | Xếp hạng               | Xếp hạng  | Doanh số (Oricon) | Doanh số (Oricon) |
| Năm  | STT | Tựa đề                                    | Ngày phát hành       | OriconWeekly Singles Chart | BillboardJapanHot100* | RIAJDigitalTrackChart* | TWN Combo | Tuần đầu tiên     | Tổng              |
| ---- | --- | ----------------------------------------- | -------------------- | -------------------------- | --------------------- | ---------------------- | --------- | ----------------- | ----------------- |
| 2012 | 1   | "Synchro Tokimeki" (シンクロときめき)     | 29 tháng 2 năm 2012  | 2                          | 2                     | 9                      |           | 123,237           | 158,884           |
| 2012 | 2   | "Otona Jellybeans" (大人ジェリービーンズ) | 25 tháng 7 năm 2012  | 3                          | 3                     | 9                      | 14        | 87,993            | 109,309           |
| 2012 | 3   | "Hikaru Monotachi" (ヒカルものたち)       | 21 tháng 11 năm 2012 | 1                          | 3                     |                        |           | 91,907            | 122,381           |
| 2013 | 4   | "Rappa Renshūchū" (ラッパ練習中)          | 10 tháng 7 năm 2013  | 3                          | 5                     |                        |           | 67,329            | 95,379            |
| 2015 | 5   | "Deai no Tsuzuki" (出逢いの続き)          | 10 tháng 6 năm 2015  | 2                          | 3                     |                        |           | 48,240            | -                 |